# Dicromat de potasiu
Dicromatul de potasiu (sau uneori denumit în mod greșit bicromat de potasiu) este un compus anorganic comun, sare a acidului cromic, utilizat în general ca agent oxidant în diferite aplicații industriale și de laborator, și are formula K2Cr2O7. La fel ca și în cazul celorlalți compuși de crom hexavalent (precum cromații și dicromații), are efecte acute și cronice asupra sănătății și trebuie manipulat și depozitat cu grijă. Este un solid cristalin de culoare roșie-portocalie foarte deschisă.

## Chimie

### Producție
În general, dicromatul de potasiu se obține în urma reacției clorurii de potasiu cu dicromatul de sodiu. Alternativ, mai poate fi obținut din cromatul de potasiu prin prăjirea minereului de crom cu hidroxid de potasiu. Este solubil în apă și se ionizează în procesul de disoluție:
K2Cr2O7 → 2 K+ + Cr2O72-
Cr2O72- + H2O ⇌ 2 CrO42- + 2 H+

### Reacții
dicromatul de potasiu este un agent oxidant. Ecuația de reducere parțială este următoarea:
Cr2O72−(aq) + 14H+ + 6e− →    2Cr3+(aq) + 7H2O (E = +1.33 V)
În chimia organică dicromatul de potasiu este un oxidant ușor comparativ cu permanganatul de potasiu. Este utilizat pentru oxidarea alcoolilor. dicromatul de potasiu transformă alcoolul în aldehide sau acizi carboxilici dacă este încălzit prin reflux. Alcoolii secundari sunt convertiți în cetone - oxidarea suplimentară nu este posibilă. De exemplu, mentona poate fi preparată prin oxidarea mentolului cu dicromatul acidifiat. Alcoolii terțiari nu sunt oxidați de dicromatul de potasiu.
În soluții apoase schimbarea de culoare poate fi utilizată ca indicator al prezenței aldehidei sau cetonei. Când aldehida este prezentă ionii de crom își reduc numărul de oxidare de la +6 la +3 iar culoarea se schimbă din portocaliu în verde. Acest lucru se întâmplă deoarece aldehida poate fi oxidată în acidul carboxilic corespunzător. Cetona nu prezintă această schimbare de culoare deoarece nu mai poate fi oxidată iar soluția rămâne portocalie.

## Proprietăți
1. Stare fizică: dicromatul de potasiu formează cristale de culoare roșie-portocalie care se topesc la 398 oC. Este moderat solubil în apa rece dar foarte solubil în apa fierbinte.
2. Acțiunea căldurii: Când este puternic încălzit dicromatul de potasiu se descompune cu eliberare de oxigen:
```
     4K
2
Cr
2
O
7
 →  4K
2
CrO
4
 + 2Cr
2
O
3
 + 3O
2
```

3. Acțiunea alcalilor: Când sunt adăugați alcali în soluția de culoare portocalie care conține ioni de dicromat se obține o soluție de culoare galbenă datorită formării ionilor de cromat. De exemplu,
```
     K
2
Cr
2
O
7
 + 2KOH → 2K
2
CrO
4
 + H
2
O
```

Prin acidifierea soluției de culoare galbenă de mai sus care conține ioni de cromat culoarea se schimbă înapoi în portocaliu deoarece se formează ioni de dicromat.
```
     K
2
Cr
2
O
7
 + 2KOH → 2K
2
CrO
4
 + H
2
O
```

4. Acțiunea acidului sulfuric concentrat: La rece se formează cristale roșii de trioxid de crom (CrO3).
```
    K
2
Cr
2
O
7
 + 2H
2
SO
4
 → 2CrO
3
 + 2KHSO
4
 + H
2
O
```

Prin încălzirea cu acid concentrat se eliberează oxigen.
```
    K
2
Cr
2
O
7
 + 4H
2
SO
4
 → K
2
SO
4
 + Cr
2
(SO
4
)
3
 + 4H
2
O + 3[O]
```

## Utilizări

### Agent de curățare
La fel ca și alți compuși ai cromului hexavalent (trioxid de crom, dicromat de sodiu), dicromatul de potasiu poate fi utilizat la prepararea acidului cromic care poate fi utilizat pentru curățarea sticlei și a materialelor de gravare.

### Construcții
Este utilizat ca ingredient în ciment deoarece întârzie așezarea mixturii și îmbunătățește densitatea și textura. Această utilizare cauzează de obicei dermatită de contact în rândul muncitorilor din construcții.

### Determinarea etanolului
Concentrația de etanol dintr-o probă poate fi determinată prin titrare inversă cu dicromat de potasiu acidifiat. Prin reacția probei cu exces de dicromat de potasiu tot etanolul este oxidat în acid acetic:
```
    CH
3
CH
2
OH + 2[O] → CH
3
COOH + H
2
O
```

### Piele
dicromatul de potasiu este utilizat în procesul de tăbăcire a pielii utilizate la încălțăminte.

### Fotografie
dicromatul de potasiu are utilizări importante în fotografie și în serigrafia fotografică unde este utilizat ca agent oxidant împreună cu un acid tare.
Imprimarea cu gumă de dicromat a fost primul proces foarte stabil de imprimare fotografică, fiind folosit încă din anul 1850. O soluție de gumă arabică și dicromat de potasiu aplicată pe hârtie și uscată se întărește în urma expunerii la lumină.
Intensificarea cu crom sau fotocromul utilizează dicromat de potasiu împreună cu părți egale de acid clorhidric concentrat diluat la aproximativ 10% pentru a trata negativele slabe și subțiri ale rolelor fotografice alb-negru. Această soluție reconvertește particulele de argint elemental din film în clorură de argint. După o spălare în profunzime și expunerea la lumină actinică filmul poate fi redevelopat având un negativ mai puternic ce poate produce o imprimare mai satisfăcătoare.
O soluție de dicromat de potasiu amestecat cu acid sulfuric poate fi folosită pentru a produce un negativ inversat (transparență pozitivă dintr-un negativ de film). Acest proces are loc prin developarea unui film alb-negru dar permițând developării să se desfășoare mai mult sau mai puțin până la punctul final. Developarea este apoi oprită prin spălare abundentă iar filmul este apoi tratat cu soluție de dicromat acid. Acest proces convertește argintul elemental în sulfat de argint, un compus care nu reacționează în prezența luminii. După o spălare abundentă și expunerea la lumină actinică filmul este developat din nou permițând halogenului de argint ce nu era vizibil înainte să fie redus la argint elemental.
În serigrafie o peliculă fină de mătase sau material similar este bine întinsă pe un cadru asemănător cu prepararea pânzei înainte de pictură. Un coloid sensibilizat cu dicromat este aplicat în mod egal pe pelicula întinsă. Odată ce amestecul de dicromat este uscat negativul fotografic este bine atașat pe suprafața peliculei iar întreg ansamblul este expus la lumină puternică - de regulă circa o jumătate de oră în lumină solară puternică - pentru a întări coloidul expus. Când negativul este detașat amestecul neexpus de pe peliculă poate fi spălat cu apă caldă, lăsând intact amestecul întărit care poate fi apoi imprimat prin procesul serigrafic standard.

### Testarea metalelor
Când dicromatul de potasiu este dizolvat în soluție de acid azotic de concentrație 35% soluția se numește soluția lui Schwerter și este utilizată pentru a testa prezența diferitelor metale, în special pentru a determina puritatea argintului. Argintul pur va colora substanța în roșu deschis, argintul sterlin o va colora în roșu închis, argintul monetar o va colora în maro (în mare parte datorită conținutului de cupru) iar argintul 0,500 o va colora în verde. Alama colorează în maro închis, cuprul în maro, plumbul și zincul în galben iar aurul și paladiul nu schimbă culoarea.

### Testarea dioxidului de sulf
Hârtia de dicromat de potasiu poate fi utilizată pentru a testa dioxidul de sulf deoarece își schimbă culoarea din portocaliu în verde. Acest proces este tipic pentru toate reacțiile de reducere unde cromul hexavalent este redus în crom trivalent. Prin urmare, nu este un test concluziv pentru dioxidul de sulf.

### Tratarea lemnului
dicromatul de potasiu este utilizat pentru a colora diferite esențe de lemn prin închiderea la culoare a taninului din lemn. Se obțin nuanțe de maro profund și închis ce nu pot fi obținute folosind vopselurile moderne. Este o tratare eficientă în special în cazul mahonului.